# Ingrid Vidal
Pour les articles homonymes, voir Vidal.
Ingrid Vidal, née le 22 avril 1991 à Palmira (Valle del Cauca), est une footballeuse internationale colombienne.
Elle joue au poste d'attaquante pour le club de Generaciones Palmiranas et fait partie de l'équipe nationale colombienne depuis 2009.

## Biographie
Avec l'équipe de Colombie, Ingrid Vidal participe à la Coupe du monde des moins de 17 ans 2008 organisée en Nouvelle-Zélande, puis à la Coupe du monde des moins de 20 ans 2010 qui se déroule en Allemagne. Lors du mondial des moins de 17 ans, elle inscrit un but face au Canada. Lors du mondial des moins de 20 ans, la sélection colombienne atteint le cap des demi-finales, en étant éliminée par le Nigeria.
Ingrid Vidal prend également part aux Jeux olympiques d'été de 2012 organisées au Royaume-Uni.
Elle dispute enfin la Coupe du monde 2011 en Allemagne puis la Coupe du monde 2015 au Canada.